# Templo de Los Ángeles (California)
El Templo de Los Ángeles, California, es uno de los templos construidos y operados por la Iglesia de Jesucristo de los Santos de los Últimos Días, el número 10 construido por la iglesia y el primero en California, ubicado muy cerca del famoso Santa Monica Boulevard en el distrito Westwood de la ciudad. Para su dedicación en 1956 el templo de Los Ángeles era el más grande de la iglesia SUD, hasta que las renovaciones del templo de Salt Lake City le hiciera retomar esa distinción. Además del templo, el terreno tiene un Centro de Visitantes y un Centro de Historia Familiar, ambos abiertos para el público.

## Historia

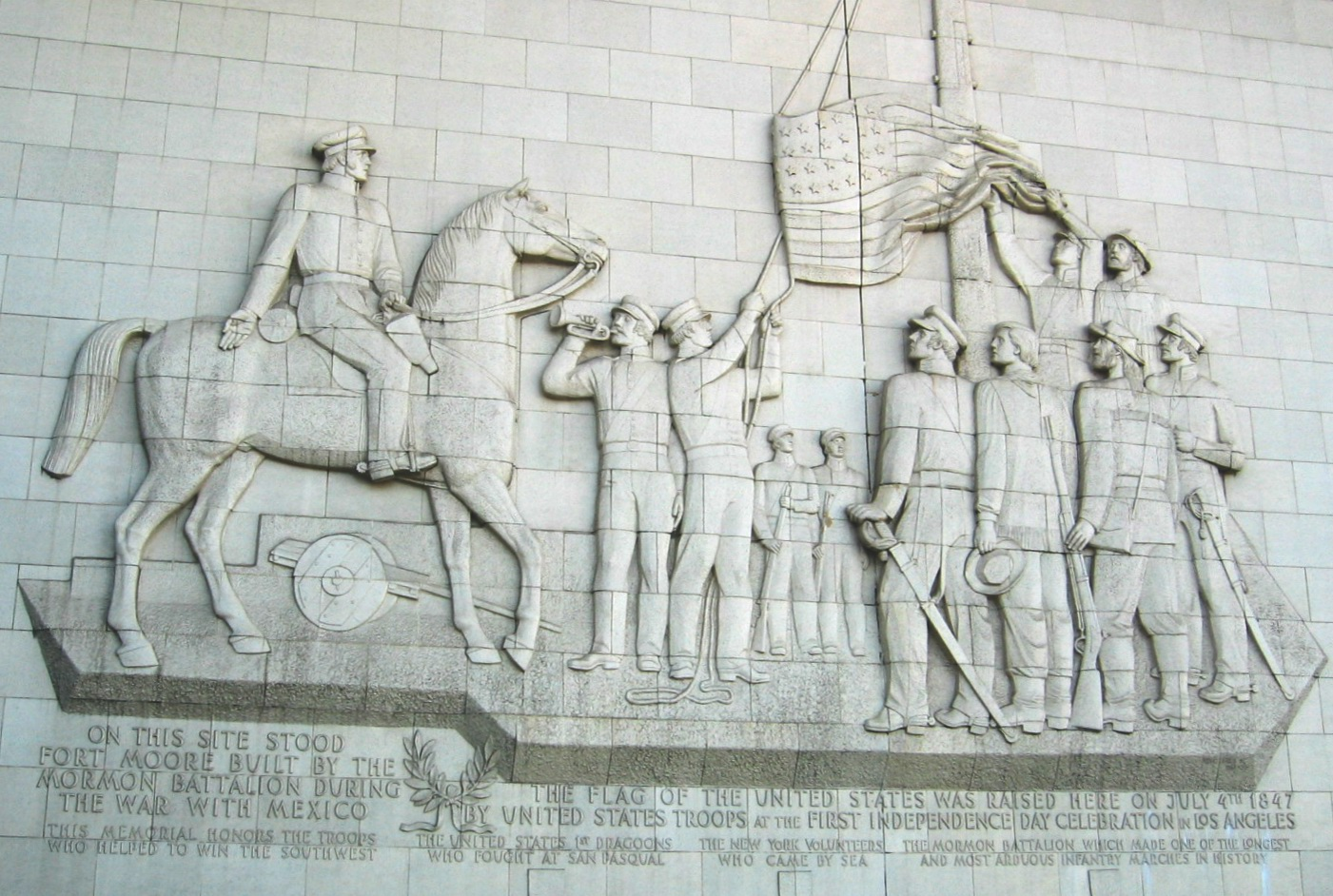
Estatua conmemorando la izada de la bandera estadounidense por el Batallón Mormón en el fuerte Moore, Los Ángeles.

Pocos meses después que Brigham Young y los pioneros mormones entraran al territorio de Utah, el Batallón Mormón llegó a Los Ángeles, la antigua capital del estado español de California. En marzo de 1847, los miembros de la milicia mormona comenzaron a trabajar en la construcción del Fuerte Moore, la primera estructura pública construida por los Estados Unidos en Los Ángeles. La primera bandera estadounidense izada sobre la ciudad fue en ese fuerte militar durante su dedicación el 4 de julio de 1847. Después de la partida del Batallón Mormón hacia Salt Lake City tres meses después y por los siguientes 50 años, no había una congregación SUD organizada en Los Ángeles.
En marzo de 1895 se asignaron los primeros misioneros SUD, John R. Smith de Salt Lake City y Moroni H. Thomas de Ogden (Utah), en búsqueda de una persona interesada en el centro de la ciudad. El 20 de octubre de ese mismo año se organizó formalmente una congregación de unas 70 personas. Para 1913 se construyó la primera capilla SUD en Adams Boulevard y, para aquel entonces, ya se habían organizado congregaciones en Long Beach y Santa Mónica.
Las condiciones económicas en Utah después de la Primera Guerra Mundial obligaron a muchos fieles a buscar empleo en California, de modo que entre 1919 y 1923, la población de fieles Santos de los Últimos Días en Los Ángeles creció de cuatrocientos a más de 4 mil, organizándose la primera estaca de la iglesia en el sur de California, la estaca 88 de la iglesia y la primera en una región metropolitana en donde los fieles SUD eran una minoría. Entre 1923 y 1927, más de la mitad de las congregaciones o barrios creados por la iglesia fueron en Los Ángeles, aumentando su membresía a más de 8 mil fieles.
La primera congregación hispana en Los Ángeles fue organizada en 1929 al este de la ciudad. Para los años 1960 se construyó una capilla para los Santos hispano-hablantes que vivían en la zona oeste. En el presente Los Ángeles cuenta con dos estacas latinas, cada una con varias congregaciones de habla hispana, la estaca del Este de Los Ángeles y la estaca de Covina.

## Anuncio
Para 1920, los líderes locales en el sur de California comenzaron a solicitar a la iglesia la construcción de un templo para sus fieles. El entonces presidente de la iglesia Heber J. Grant visitó la región en búsqueda de un terreno ese mismo año. Los planes para la construcción de al menos dos templos en California comenzaron desde 1934, cuando David O. McKay había sido llamado a servir como miembro de la Primera Presidencia. A fines de la década de 1930, se habían hecho planes para un templo en Los Ángeles que acomodaría a trecientas personas por sesión de investidura. Grant anunció la construcción del templo de Los Ángeles en marzo de 1937 después de que la iglesia SUD comprara el terreno de los estudios de cine de Harold Lloyd. La iglesia SUD es el 16.to propietario del terreno, el primer propietario registrado fue Carlos I de España en 1592. El 17 de enero de 1949, el entonces presidente de la iglesia George Albert Smith, anunció en una reunión de líderes de la Iglesia del Sur de California que había llegado el momento de construir el previsto templo. Al consultar con los funcionarios de la ciudad, la iglesia expresó su deseo de que el templo sea una contribución a la arquitectura y la cultura de la comunidad. La aprobación por parte de la ciudad ocurrió en 1951 y la ceremonia de la primera palada no duró en ocurrir ese mismo año.

## Diseño
La iglesia contrató los servicios del arquitecto Edward O. Anderson para el diseño del templo. Anderson trabajaría luego en los planos del templo de Idaho Falls al mismo tiempo que diseñaba y coordinaba la construcción del templo en Los Ángeles. Aun cuando la Primera Presidencia decidía en relación con el diseño y detalles del templo, Anderson se ocupó de unos 30 especialistas para la producción de más de 60 planos relacionados al templo. Los planos del edificio de seis pisos, contenía aproximadamente 4,5 acres (1,8 ha) de superficie de construcción, coronado por una torre de más de 257 pies (78,3 m) de altura. Sólo un edificio en Los Ángeles era más alto: el Ayuntamiento de Los Ángeles construido en 1928. Cuando se completó, el templo era reportado visible por barcos a 25 millas (40,2 km) mar adentro.
El diseño del templo es fundamentalmente arquitectura moderna, una estética que se extiende a la elección del revestimiento exterior con variaciones según la arquitectura maya. El interior del templo es similar a la de los templos que le precedían, con la salvedad que Grant solicitó un mayor tamaño para dar cabida a más usuarios por sesión de investidura. Al final, el espacio fue igualado al del templo de Salt Lake City, con cabida de unas 300 personas por sesión.
El Templo de Los Ángeles fue el primer templo construido después del templo de Salt Lake City que incluyó un salón de reuniones del sacerdocio con capacidad para unas 2.000 personas y cuenta con tres púlpitos en cada extremo. El salón ocupa el piso superior del templo y es de aproximadamente 300 pies (91,4 m) de longitud. El salón es usado principalmente para el entrenamiento por autoridades generales de obreros del templo.
El Templo cuenta con murales pintados a mano sobre las paredes de sus salones de ordenanzas que van en estilo progresivo como los templos que le precedían. Los patrones comienzan en el Salón de la creación, pasan por el Salón del Jardín de Eden, el Salón del mundo, el Salón Terrestre (este sin murales) y por último el Salón Celestial. Este es uno de tres templos con murales completos en su Salón Celestial: el Templo de Idaho Falls y el Templo de Hamilton en Nueva Zelanda. Los pilares de las esquinas del Salón Celestial del Templo de Logan también representan un paisaje con estilo celestial.

## Construcción

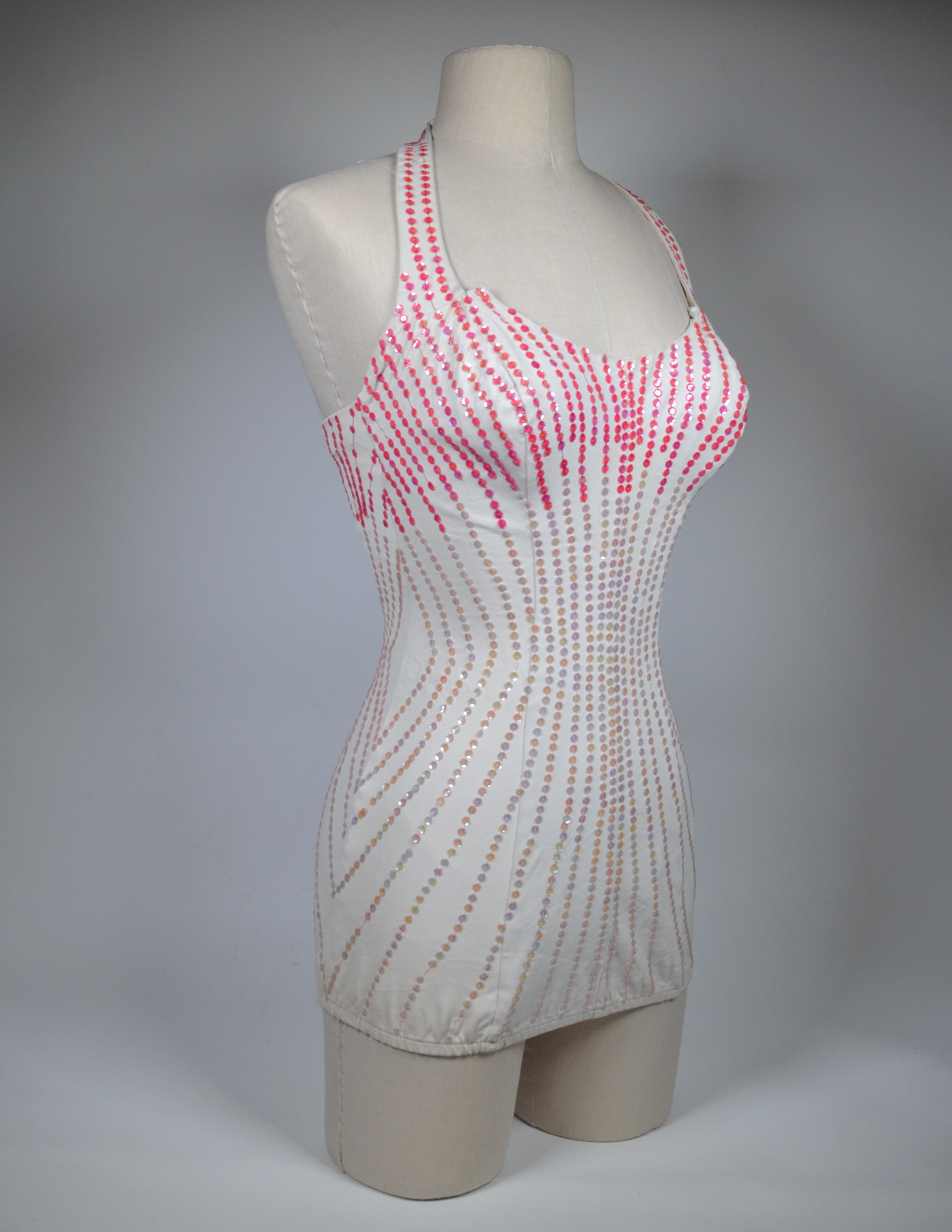
Diseño del traje de baño de Rose Marie Reid y usado para recaudar fondos por mujeres locales para la construcción del templo.

La construcción tuvo que ser pospuesta por 15 años debido a los desafíos económicos consecuencia de la Gran Depresión primero y de la Segunda Guerra Mundial después. La ceremonia de la primera palada tuvo lugar en 1951. Se construyó el templo con un diseño que acomodaría a 300 personas por sesión de investidura, un número sin precedentes en los templos antes construidos.
El exterior de las torres del edificio están encubiertos por paneles de concreto blanco producidos por el emigrante alemán Carl Buehner en Salt Lake City. Buehner comenzó su trabajo en concreto en su patio trasero al emigrar a Utah en 1901. Buehner refiere haber recibido una bendición patriarcal donde se le anticipa que participaría de manera significativa en la construcción de templos. Además del templo de Los Ángeles, Beuhner y su familia han recibido contratos para la construcción de varios templos, incluyendo el Templo de Idaho Falls, el templo en Suiza, el templo en Londres y el templo de Nueva Zelandia. El templo fue construido diseñado específicamente para resistir los terremotos de California. El concreto está revestido con paneles de piedra triturada y grabados con ácido de tal manera que los cristales de piedra brillan con la luz del día.
Las rejas geométricas que decoran el imponente revestimiento de piedra del edificio representan un ejemplo en dirección del estilo maya internacionalista que marcó una serie de edificios públicos en la América de mediados del siglo XX. El templo cuenta con una gran escalera de caracol cerca del centro del edificio que asciende 16 pies (4,9 m) desde el primer al segundo piso. La escalera cuenta con treinta y dos escalones de 5,5 pies (1,7 m) de ancho.
Tras el fallecimiento de Grant, David O. McKay presidió la ceremonia de la primera palada el 22 de septiembre de 1951. Tanto la ceremonia de la colocación de la piedra angular el 11 de diciembre de 1953 y la dedicación del templo fueron presididas for McKay. Unas 70 personas asistieron juntos a la ceremonia de la piedra angular, procedentes en tren de Salt Lake City, incluidas más de veinte autoridades generales. El grupo de autoridades fue recibido por fieles locales en dieciséis vehículos y fueron llevados directamente al sitio del templo a unas 12 millas (19,3 km) de distancia, escoltados por dos policías en motocicleta, uno de ellos obispo de una congregación en Elysian Park. Unos diez mil fieles presenciaron la colocación de la caja de cobre conmemorativa debajo de la piedra angular, que contiene recuerdos históricos. Para le fecha fue la reunión más grande de fieles en California. Otro número de personas escucharon por radio mientras se transmitía la ceremonia en Los Ángeles y Salt Lake City. 
El costo final de la construcción del templo fue de $5 millones, $600.000 de los cuales fueron recaudados por los miembros de la región después de que hubieran transcurrido dos meses del anuncio oficial de la construcción del templo. Para ayudar a recaudar fondos para la construcción del Templo, la Sociedad de Socorro en Los Ángeles se comunicó con Rose Marie Reid, una diseñadora de trajes de baño, con respecto a posibles proyectos. Reid había diseñado un traje blanco de Lastex con líneas de lentejuelas a rayas en 1954, sugirió que la Sociedad de Socorro cosiera las lentejuelas en los trajes. Posteriormente, cientos de mujeres SUD en el sur de California dedicaron miles de horas voluntarias a coser lentejuelas en lo que en el folcór mormón se ha llegado a conocer como los "trajes de la Sociedad de Socorro”. Estos "trajes de la Sociedad de Socorro” aparecieron en una variedad de programas de televisión y revistas de moda y noticias. Reid donó las ganancias de la venta de estos trajes de baño al fondo de construcción del templo.

## Características

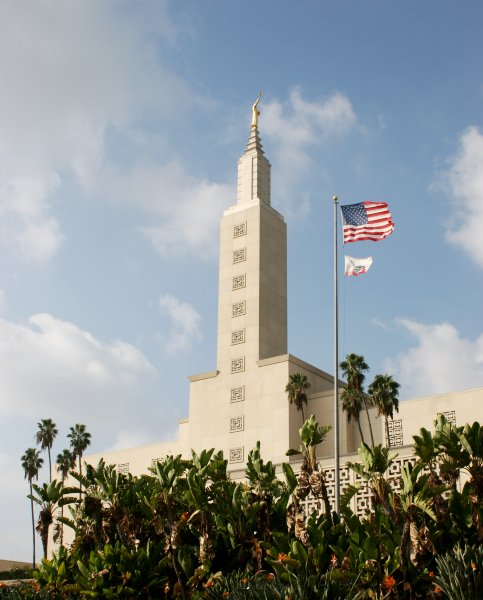
Pináculo, el único del templo de Los Ángeles, donde se ubica el ángel Moroni. Las banderas de EEUU y de California izadas.

Igual que con el Templo de Berna, en Suiza, dedicado unos meses antes del templo de Los Ángeles, estos fueron los primeros templos de la iglesia construidos fuera de un área dominada por la Iglesia SUD. El Templo de Los Ángeles fue el primer templo diseñado explícitamente para la accesibilidad de los automóviles: sus instalaciones de estacionamiento eran más grandes que las de cualquier templo construido anteriormente y sin conexión peatonal directa entre las puertas de entrada y la Santa Monica Boulevard. El exterior del templo es una mezcla de cuarzo triturado y cemento Portland blanco extraído en Utah y Nevada. El revestimiento exterior es de granito Rockville de Minnesota. 
El templo de Los Ángeles fue el último templo diseñado para el uso de actores durante la presentación de la investidura SUD. Fue también el primer templo en presentar una versión con película que reemplazó la presentación en vivo. Quienes participaban de la ceremonia de la investidura lo hacían guiados por la película, aunque esta tuvo lugar en dos salones en vez de uno como es la costumbre actual: es decir, que a mitad de la presentación la congregación debe pasar a un segundo salón, conocido como el Salón Terrestre, antes de pasar al Salón Celestial.
El terremoto de Northridge de 1994 que sacudió el Valle de San Fernando afectó poco al templo, rompiendo algunos vidrios y sin causar mayores daños. El templo no abrió ese lunes, como es la costumbre pero abrió el día después, el martes 18 de enero de 1994.

### Murales
El interior del templo de Los Ángeles está decorado con murales pintados a mano, de tal manera que es el único de dos templos SUD en el mundo que tiene el Salón Celestial con murales así decorado, el otro siendo el templo de Idaho Falls. El baptisterio del templo también cuenta con un mural representando el Bautismo de Jesús. El objetivo de este y los templos que le precidieron, fue ubicar al patrón en ubicaciones que inpsiran los distintos eventos incluidos en la ceremonia de la investidura, actuada por representantes del templo.
El segundo piso del templo cuenta con cinco salones, cada uno con murales. El primero en orden de paso de los patrones del templo es el salón de la Creación, de forma ovalada, con murales representativos del sol en una pared y la luna en la pared opuesta que emergen de agrupaciones de nubes en remolino como parte de sus periodos creativos bíblicos. El segundo salón es el Jardín del Edén con murales ilustrados por Edward Grigware, donde según informa un cartel dentro del templo, Adán y Eva tomaron su "gran decisión" en un jardín semitropical característicos del Sur de California. A continuación se sitúa la Sala del Mundo, con murales inspirados en el Valle de la Muerte, en representación del mundo solitario y lúgubre, el campo de pruebas de la vida. El cuarto salón es el Terrestre, considerada la cuarta etapa en el camino a la gloria celestial, el paso antes de entrar al Reino Celestial y el cual no tiene murales como los anteriores. Una de sus paredes se abre a la quinta habitación decorada como una lujosa sala de estar, con sillas y sofás bien tapizados, delicados murales y elaborados candelabros. Los murales del salón Celestial no son tan vibrantes como los salones anteriores, un leve contraste rodeando el cuarto entero.

### Ángel Moroni

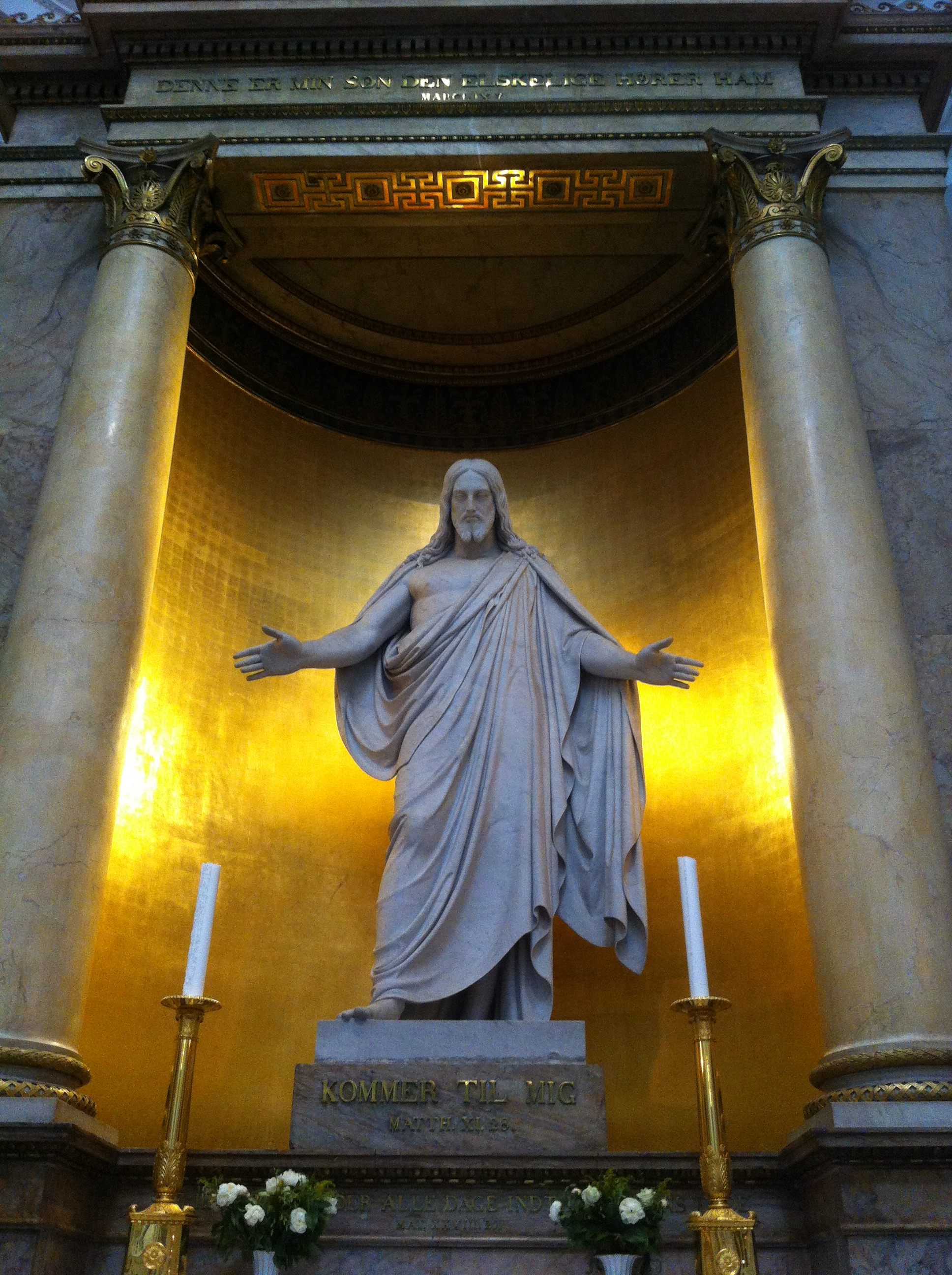
Estatua Christus en Dinamarca, réplica del cual se encuentra en el Centro de Visitantes.

El templo de Los Ángeles fue el segundo templo SUD en colocársele una estatua de Moroni en el pináculo, un elemento que ahora es característico de casi todos los templos de la iglesia. La estatua fue esculpida por Millard F. Malin  de 4,5 metros (14,8 pies) de altura. Malin hizo los moldes de la estatua en yeso en Salt Lake City los cuales fueron enviados en cinco piezas a la ciudad de Nueva York, donde se fundieron en aluminio y se soldaron. La estatua fue hecha de aluminio en lugar de bronce, como ha sido costumbre, para cumplir con el código de construcción de Los Ángeles. Milard agregó elementos de los Indígenas de América sobre la estatua incluyendo un poncho estilo maya, sandalias y una vincha en su frente, la única estatua de Moroni con esas características. La trompeta de la estatua mide 8 pies (2,4 m). En octubre de 1954, la figura de una tonelada, revestida con oro de veintitrés quilates, fue izada al techo y colocada sobre la torre. 
El templo de Los Ángeles es uno de los pocos templos que no mira al este, tanto el templo como el Ángel Moroni miran al sureste. Años después, David O. McKay, presidente de la iglesia SUD en los años 1950 y 1960, solicitó que la estatua del ángel fuese redirigida para dejarla encarada hacia el este. El Templo de Los Ángeles es uno de cinco templos con una estatua del ángel Moroni que sostiene las planchas de oro que en la tradición SUD es la fuente del Libro de Mormón, pero es el único de los cinco que no lo esculpió Avard Fairbanks.

### Jardines
Los extensos jardines del templo de Los Ángeles están abiertos al público en general y han sido decorados con pinos canarios, palmeras, aves del Paraíso, olivos y los peculiares árboles de los cuarenta escudos. En los dos extremos laterales del templo hay dos fuentes y en la entrada una piscina reflectora. En los jardines se han ubicado varias estatuas con motivos familiares, y en diciembre estos son decorados con miles de luces multicolores en celebración de la Navidad.
El templo de Los Ángeles no goza de la distinción de los prominentes templos de Oakland, San Diego y Washington D. C., pero es uno de los lugares característicos del Oeste de Los Ángeles.
El templo fue renovado durante 2006 y rededicado el 11 de julio de ese año. En años de sequía, la iglesia deja de regar sus jardines para apoyar el agua del condado.

### Christus
El centro de visitantes del templo de Los Ángeles contiene una clásica réplica de la estatua Christus del escultor danés Bertel Thorvaldsen. La estatua de Cristo es de mármol blanco de carrara, con las manos extendidas. La primera estatua de este tipo que adquirió la Iglesia fue un obsequio para Stephen L. Richards de la Primera Presidencia de los años 1950. En 1966 esa estatua de 11 pies fue colocada en el Centro de Visitantes Norte en la Manzana del Templo de Salt Lake City. Una segunda réplica del Christus fue encargada para exhibirla en el pabellón de la Iglesia durante la Exposición Universal de Nueva York (1964-1965) esculpido por Aldo Rebachi de Florencia, Italia. El propósito de esa segunda estatua era enfocar al Movimiento de los Santos de los Últimos Días alrededor de Cristo. Esa estatua es la que se colocó luego en el Centro de Visitantes del templo de Los Ángeles.

## Dedicación
El templo de Los Ángeles fue dedicado para sus actividades eclesiásticas en ocho sesiones del 11 al 14 de marzo de 1956 por el entonces presidente de la iglesia David O. McKay y a la que asistieron unos 12 mil fieles. El templo duró 19 años desde su anuncio hasta su dedicación, el segundo templo que más duró en su construcción. Previo a su dedicación la iglesia permitió un recorrido público de las instalaciones durante dos meses a la que asistieron unos 680,000 visitantes. Todas las autoridades generales de la iglesia con la excepción de uno asisitieron a la dedicatoria del nuevo templo. En un inicio la iglesia consideró solo permitir la entrada a aquellos que no pertenecían a la iglesia si se veían acompañados por algún miembro de la iglesia. La instrucción cambió a medida que se veía un mayor número de interesados de lo esperado y para la casa abierta, todo visitante pudo entrar al interior del templo sin escoltas.